# 羅斯托維亞季齊亞
48°34′59″N 22°38′26″E / 48.58306°N 22.64056°E
羅斯托維亞季齊亞（烏克蘭語：Ростов'ятиця），是烏克蘭的村落，位於該國西部外喀爾巴阡州，由穆卡切沃區負責管轄，面積0.34平方公里，海拔高度355米，2001年人口191。